# Bezmiechowa Górna
Bezmiechowa Górna dawniej też Bezmichowa Górna – wieś w Polsce położona w województwie podkarpackim, w powiecie leskim, w gminie Lesko.
Miejscowość jest siedzibą rzymskokatolickiej parafii Narodzenia Najświętszej Maryi Panny.

## Historia
W I poł. XIX wieku Bezmiechowa Górna należała do rodziny Kieszkowskich. W latach 30. XIX wieku dobra posiadał Stanisław Kieszkowski. W 1845 r. od Józefa Kieszkowskiego nabyli tę wieś małżonkowie Wacław (Wenzel) hr. Lazansky i Maria z Gniewoszów. Następnie dobra w Bezmiechowej Górnej przeszły drogą kupna-sprzedaży na rodzinę baronów Beess. W połowie XIX wieku właścicielami posiadłości tabularnej w Bezmiechowej Górnej byli Heliodor i Gertruda baronowe Beess. W 1881 roku własność przeszła na Czerkawskich. W 1893 właścicielem posiadłości tabularnej w Bezmiechowej Górnej był Stanisław Czerkawski. Dwór Czerkawskich przetrwał do końca II wojny światowej – obecnie w tym miejscu widoczne są jedynie ślady podmurówki.
W Bezmiechowej Górnej w okresie II Rzeczypospolitej utworzono – dzięki staraniom studentów Politechniki Lwowskiej – ośrodek szybowcowy. Następnie powstała szkoła szybowcowa Aeroklubu Lwowskiego. Sprzyjające warunki naturalne, m.in. korzystne prądy termiczne, umożliwiły latanie na tzw. termikę. Pierwsze zawody szybowcowe zostały tu zorganizowane już w roku 1929. Aktualnie funkcjonuje w tym miejscu lądowisko Bezmiechowa, zarządzane przez Akademicki Ośrodek Szybowcowy Politechniki Rzeszowskiej im. Tadeusza Góry.
W latach 1944–1945 nacjonaliści ukraińscy z OUN-UPA zamordowali tutaj i we wsi Bezmiechowa Dolna łącznie 9 Polaków.
15 września 1944 wieś została zajęta przez wojska radzieckie.
W latach 1975–1998 miejscowość administracyjnie należała do województwa krośnieńskiego.

## Zabytki
- Drewniana cerkiew greckokatolicka z 1830. Od 1968 pełni funkcję rzymskokatolickiego kościoła parafialnego.

## Urodzeni w Bezmiechowej
- Maria Czerkawska – poetka, nowelistka, autorka książek dla dzieci (1881–1973)

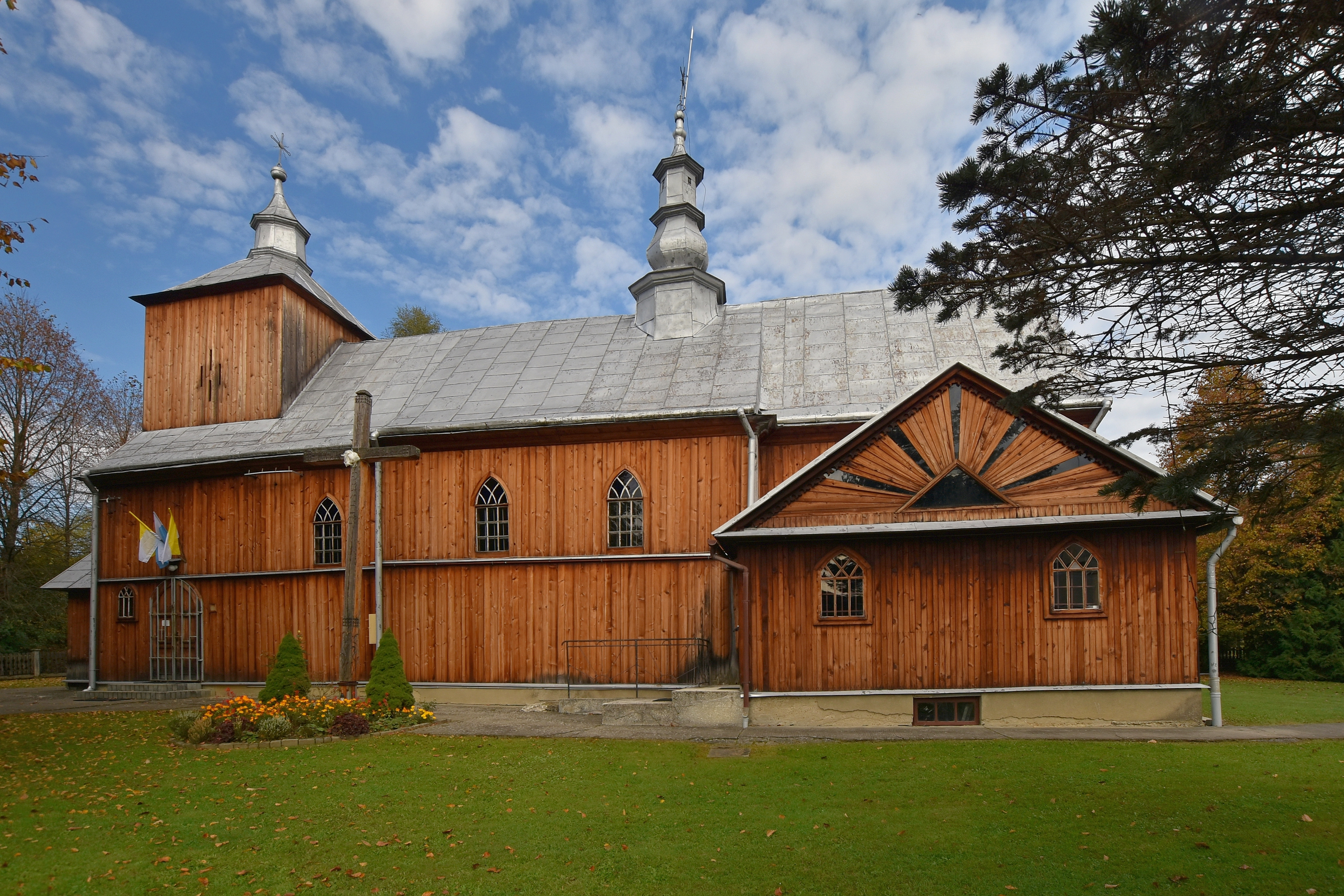
Zabytkowa cerkiew
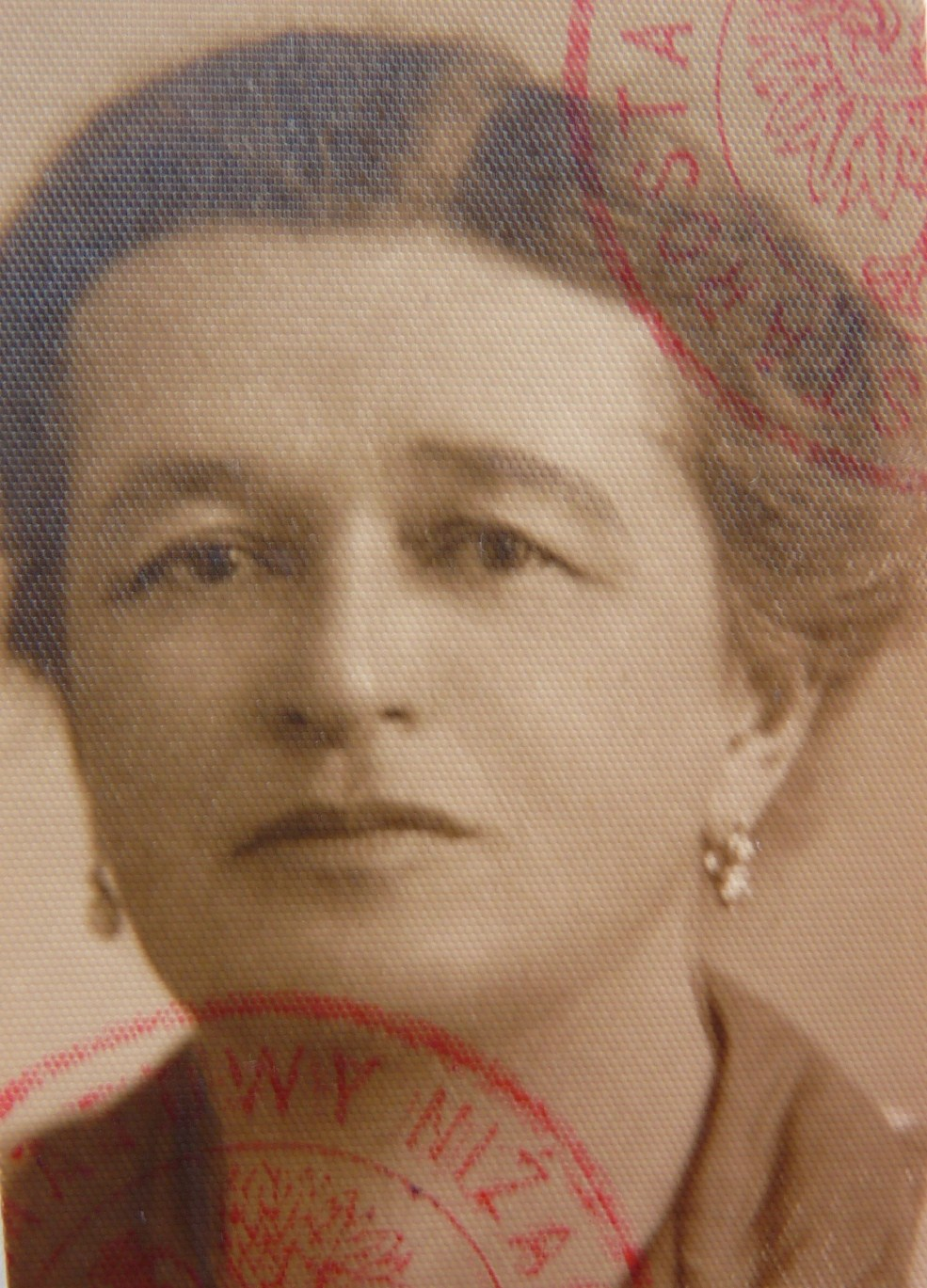
Maria Czerkawska
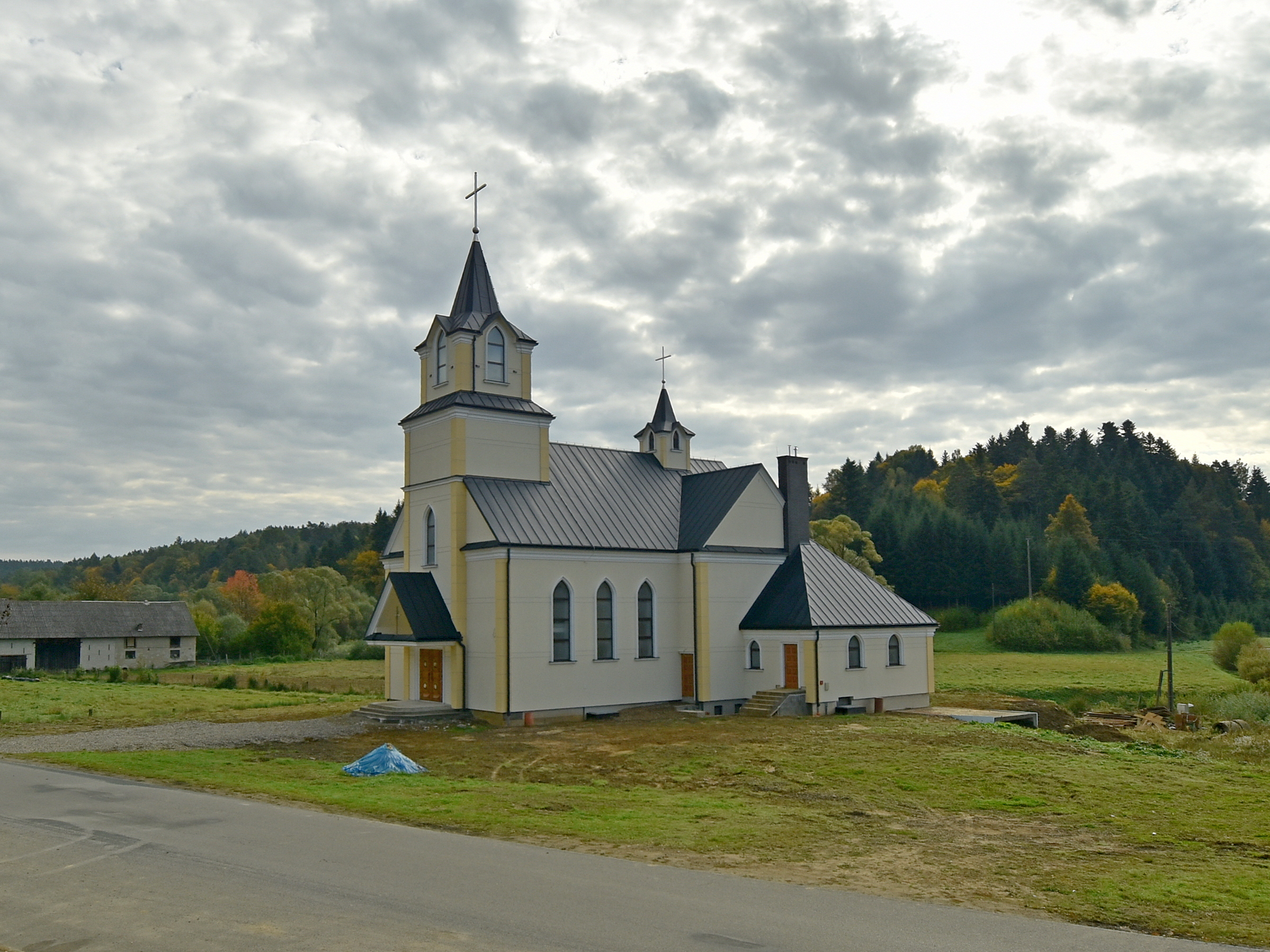
Kościół nowy